# 데이비드 앳킨스

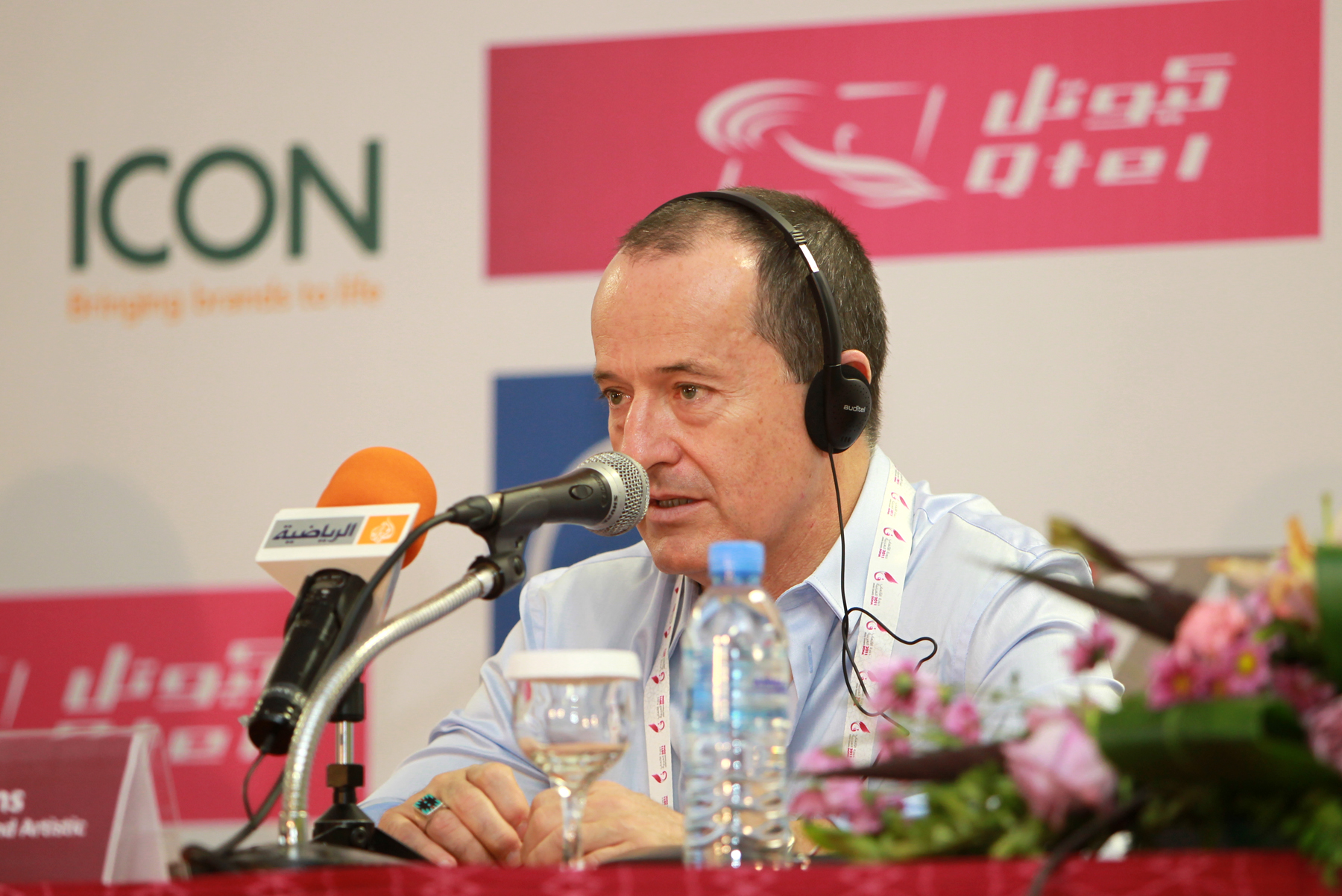

데이비드 앳킨스(David Atkins, 1955년 12월 12일 ~ )는 오스트레일리아의 각본가, 배우, 안무가, 연극 배우, 영화배우이다. 시드니에서 태어났다.

## 영화
- 노보케인 (2001년)
- 아리조나 드림 (1993년)